# Ursula Bagdasarjanz

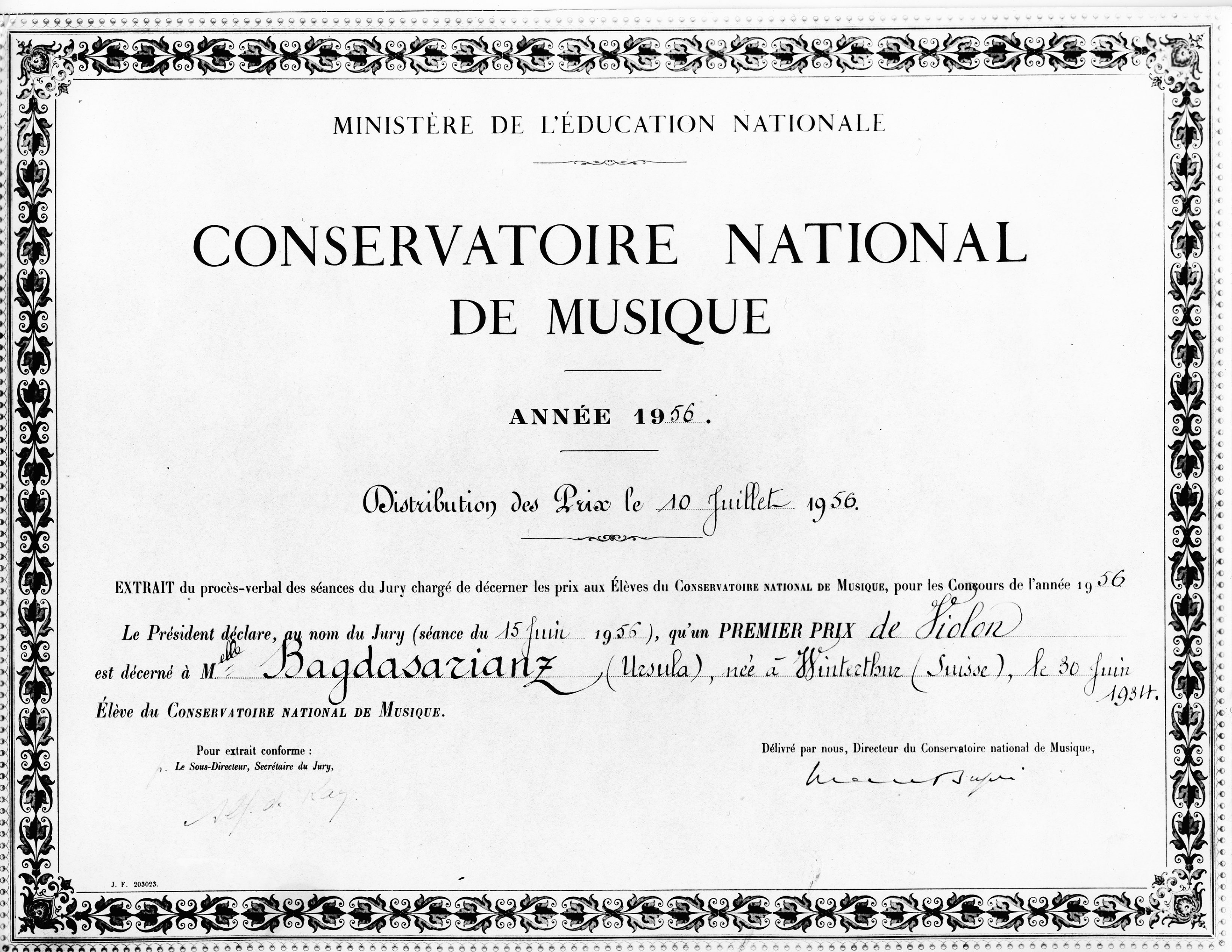
Conservatoire national de musique, Premier prix de violon, 10 juillet 1956.

Ursula Bagdasarjanz, née le 30 juin 1934 à Winterthour, est une violoniste suisse.

## Biographie
Son père Samuel Bagdasarjanz, qui avait des racines arméno-suisse, est né en Roumanie, d’où sa famille a émigré en Suisse. Grâce à sa mère, Margrit Weiss, née en Suisse mais de souche austro-helvétique, Ursula a appris de bonne heure à s’exprimer sur son instrument. Outre sa mère, ses autres maîtres ont été Aida Stucki Piraccini, Marcel Reynal, au Conservatoire national de musique à Paris, en France, où Ursula Bagdasarjanz a été distinguée dans sa jeunesse par un Premier Prix de Violon, et Sándor Végh à Bâle, en Suisse. À Paris et à Berne, elle a ensuite participé à des « Master Classes » animées par Joseph Calvet et Max Rostal. 
Pour conclure sa carrière internationale, en tant que violoniste et musicienne pédagogue, Ursula Bagdasarjanz a publié sa collection de CD composée d'enregistrements réalisés par la radio et remastérisés numériquement, et d'un enregistrement en direct. En plus d'œuvres de compositeurs de premier plan, elle se consacre à l’ensemble de l'œuvre pour violon d’Othmar Schoeck. Cette collection de CD (Remastering 2008, 2011) est disponible dans le commerce.
Après avoir fait ses adieux aux salles de concert, Ursula Bagdasarjanz a intensifié son activité de pédagogue de la musique. Elle a publié coup sur coup aux éditions Kunzelmann (Suisse) deux méthodes complémentaires destinées aux violonistes débutants et avancés, et dont les ouvrages standard de Carl Flesch et Ivan Galamian constituent l’aboutissement direct. Une autre œuvre qu’elle a créée a paru au printemps 2005 aux éditions Kunzelmann : les Sept poésies pour Violon et Piano, qui sont sept pièces destinées à être jouées en bis, et manifestent l'essence même du violon (la partie de piano a été arrangée par Brigitta Meister, Suisse).

### Carrière musicale (1956 à 1982)

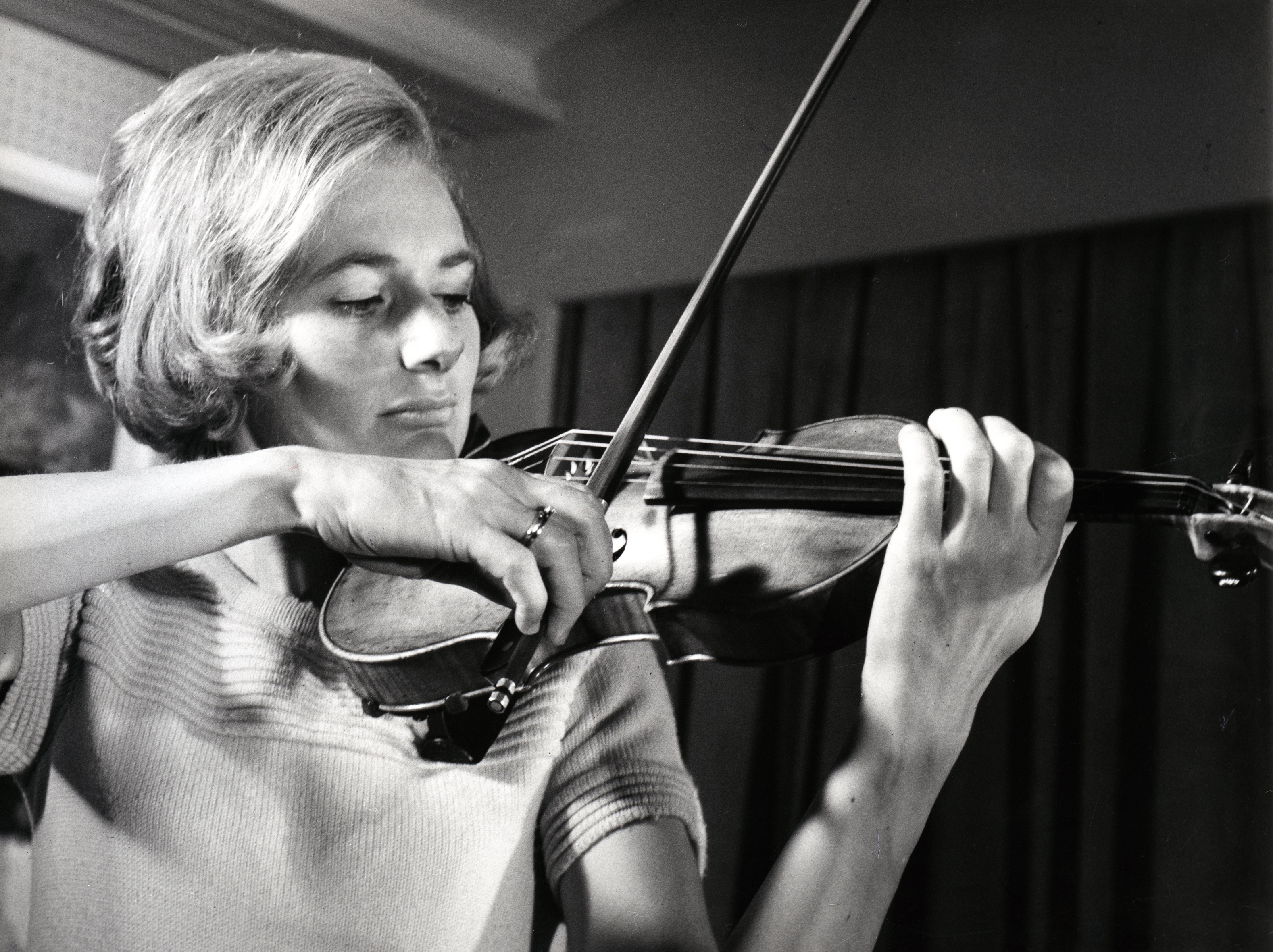
Ursula Bagdasarjanz avec un Stradivarius de la collection Rolf Habisreutinger.

Avant d’entamer ses études au Conservatoire national de musique à Paris, Ursula Bagdasarjanz a été distinguée par un premier prix au Concours Bellan à Paris. Pendant ses années d’études, elle a fait son premier enregistrement avec Radio Paris-Inter, ce qui a marqué le début d’une série d’enregistrements avec cette même radio. Une fois ses études terminées et ponctuées par le Premier Prix de Violon, elle repartit en Suisse. 
Outre ses concerts en solo donnés en Suisse, la majeure partie de sa carrière de concertiste l’a conduit en Espagne, en Allemagne et en Finlande où elle est devenue soliste de l’orchestre de la ville de Turku (Turku City Orchestra). Elle a travaillé en tant que soliste dans différents orchestres, comme l’orchestre de la Tonhalle de Zurich et les orchestres de la ville de Winterthur (à Winterthur, Glaris et Uster), de Saint-Gall, d’Aarau, de Soleure et d’Olten ainsi que l’Orchestra della Svizzera Italiana. 
Ursula Bagdasarjanz a également donné de nombreux concerts et récitals en Suisse mais également à Barcelone, Berlin, Heidelberg, Darmstadt, Zurich, Winterthur, Genève, Schaffhausen, Bâle, Berne, Rorschach, Rapperswil, Herisau et Stans. Ses œuvres enregistrées dans les studios radiophoniques de Zurich, Lugano, Paris et Berlin ont largement contribué à sa renommée en tant que soliste suisse.
Elle a été soliste et narratrice pour un documentaire de la chaîne de télévision ZDF TV et a également fait partie du jury du concours Tonhalle Wettbewerb Zurich (concours organisé par Tonhalle Zurich).
En juillet 2001, 2002 et 2004, Ursula Bagdasarjanz a été invitée en Roumanie pour enseigner le violon à des classes de maîtres à Târgu Mureș. Elle a aussi été membre du jury du concours de musique Constantin Silvestri et a donné une interview à la radio Bucureşti.

## Publications
- Stories from the violin / Die geige Erzählt, Édition Kunzelmann (GM 1777a)
- The other way / Der andere Weg, Édition Kunzelmann (GM 1777b)
- Sept poésies pour Violon et Piano, Édition Kunzelmann (GM 1833)

## Discographie
- Ursula Bagdasarjanz Vol. 1 (2008)
  - Johann Sebastian Bach: Sonate en la mineur pour violon solo.
  - Pietro Nardini: Sonate en ré majeur pour violon et piano.
  - Wolfgang Amadeus Mozart: Sonate en si bémol majeur KV 378 pour violon et piano.
  - Béla Bartók: First Rhapsody pour violon et piano.
- Ursula Bagdasarjanz Vol. 2 
  - Othmar Schoeck: Sonate avec variations o. Op.22.
  - Othmar Schoeck : Sonate en ré majeur Op.16 pour violon et piano.
  - Othmar Schoeck : Sonate en mi Op.46 pour violon et piano.
- Ursula Bagdasarjanz Vol. 3
  - Othmar Schoeck : Concerto pour violon en si bémol majeur Op. 21 (quasi una fantasia).
  - Alexandre Glazounov: Concerto pour violon en la mineur Op. 82.
- Ursula Bagdasarjanz Vol. 4 (Sept poésies pour Violon et Piano)
  - Ursula Bagdasarjanz: Berceuse, Dracula, Gipsy-Romance, Caprice, Joie de vivre, Rêverie, Introduction et petite Valse des Alpes.
  - Wolfgang Amadeus Mozart: 1756-1791, Sonate en si bémol majeur KV 378 pour violon et piano. 1. Allegro moderato.
  - Georg Friedrich Haendel: 1685-1759, Sonate en fa majeur pour violon et piano.
  - Pietro Nardini: Sonate en ré majeur pour violon et piano 1. Adagio.
  - Niccolò Paganini: 1782-1840, Sonata n°12 Op.3 pour violon et piano.
- Ursula Bagdasarjanz Vol. 5
  - Wolfgang Amadeus Mozart : 1756-1791, Sonate en sol majeur KV 301 pour violon et piano.
  - Ludwig van Beethoven: 1770-1827, Sonate en la majeur op.47 (Sonate à Kreutzer) pour violon et piano.
  - Johannes Brahms: 1833-1897, Sonate en ré mineur op.108 pour violon et piano.